# Pematang Pasir (Ketapang)
Pematang Pasir is een bestuurslaag in het regentschap Lampung Selatan van de provincie Lampung, Indonesië. Pematang Pasir telt 5332 inwoners (volkstelling 2010).